# پایگاه هوایی کیرسانوف
پایگاه هوایی کیرسانوف (به انگلیسی: Kirsanov (air base)) یک فرودگاه نظامی است که یک باند فرود بتن دارد و طول باند آن ۲۰۰۰ متر است. این فرودگاه در شهر کیرسانوف کشور روسیه قرار دارد و در ارتفاع ۱۷۸ متری از سطح دریا واقع شده است.